# Ellundfeld
Ellundfeld (dänisch: Ellund Mark) ist ein Gebiet des Handewitter Ortsteils Ellund, das an der deutsch-dänischen Grenze liegt, in dem mehrere Siedlungen liegen.

## Lage
Das Ellundfeld besteht aus einem großen westlichen Bereich, der westlich des Ortes Ellund liegt und einem kleineren östlichen Bereich, der östlich des Ortess Ellund liegt. „Ellundfeld-West“ wird hauptsächlich durch die beiden Straßen „Ellund-West“ sowie der „Flensburger Straße“ erschlossen. Auch der Ort Wilmkjer liegt in diesem Bereich. Der kleinere, östliche Bereich wird durch die Straße „Ellund-Ost“ erschlossen. In diesem Bereich liegen Teile des Ortes Simondys. Südlich von Ellund liegt zudem der Ort Ellundbrück, der ebenfalls hin und wieder dem Ellundfeld zugeordnet wird. Nördlich der Straße "Ellund-Ost" liegt auf der Grenze der südlichste Punkt des dänischen Festlandes bei 54°48'00,9"Nord.

## Geschichte
Ab 1761 ließ König Friedrich V. die dünnbesiedelten Heide- und Moorgebiete auf der Schleswigschen Gest durch Menschen aus Pfalz und Hessen kolonisieren. Auf dem Ellundfeld wurden zwei Kolonistenstellen der  Kolonie Nr. 14 Königsheide eingerichtet. Es waren dies: Waldemars Hof, Ellund-West 9 sowie Dans Hof, Ellund-West 10. Eine dritte Kolonistenstelle der Kolonie Königsheide wurde auf dem Wallsbüllfeld eingerichtet, nämlich der Johannes Hof, Osterfeld 3 in Wallsbüll. Seit 1831 diente Dans Hof mit der zugehörigen Landwirtschaft als Armenhaus. Erst nach rund 130 Jahren wurde diese Institution wieder geschlossen. Auf den Gebietskarten der Preußischen Landesaufnahme um 1879, welche das Gemeindegebiet von Ellund darstellten, war Ellundfeld schon eingetragen.
Anfang des Zweiten Weltkrieges wurde im nordwestlichen Bereich des Ellundfeldes, nahe der dänischen Grenze, ein Scheinflugplatz eingerichtet, der die Luftangriffe auf Flensburg behindern sollte. Neben diesem „Scheinflugplatz Ellundfeld“ (Lage) existierte während des Krieges im Übrigen auch noch nordwestlich ein „Scheinflugplatz Frösleefeld“. Der „Scheinflugplatz Ellundfeld“ bestand aus Barackenhallen, hölzernen Flugzeugattrappen sowie weiterem hölzernen Zubehör. In der Nacht wurde der Scheinflugplatz beleuchtet und es wurden Scheinbrände entfacht. Durch die Luftangriffe der Alliierten fielen 368 Bomben auf Ellunder Gebiet nieder. Bei einem Angriff im Oktober 1940 fielen zwar vier Bomben auf deutscher Seite und vier Bomben auf dänischer Seite sowie einige Brandbomben, doch wurde bei diesem Angriff lediglich ein Wirtschaftsgebäude eines Hofes im Ort Ellund durch eine Brandbombe zerstört. Die späteren Luftangriffe führten offenbar zu keinen weiteren gravierenden Schäden im Bereich Ellund.